# ملعب بوتسوانا الوطني
ملعب بوتسوانا الوطني هو ملعب متعدد الاستخدام يقع في جابورون عاصمة بوتسوانا . غالبا ما يتم استخدامه لمباريات كرة القدم . يسع الملعب لجلوس 22،500 متفرج . يعتبر الملعب الرسمي الذي يخوض فيه منتخب بوتسوانا مبارياته الدولية .